# Tempio della Magna Mater
Il tempio della Magna Mater o di Cibele (Aedes Matris Magnae) era un tempio di Roma antica, situato sul colle Palatino.

## Storia

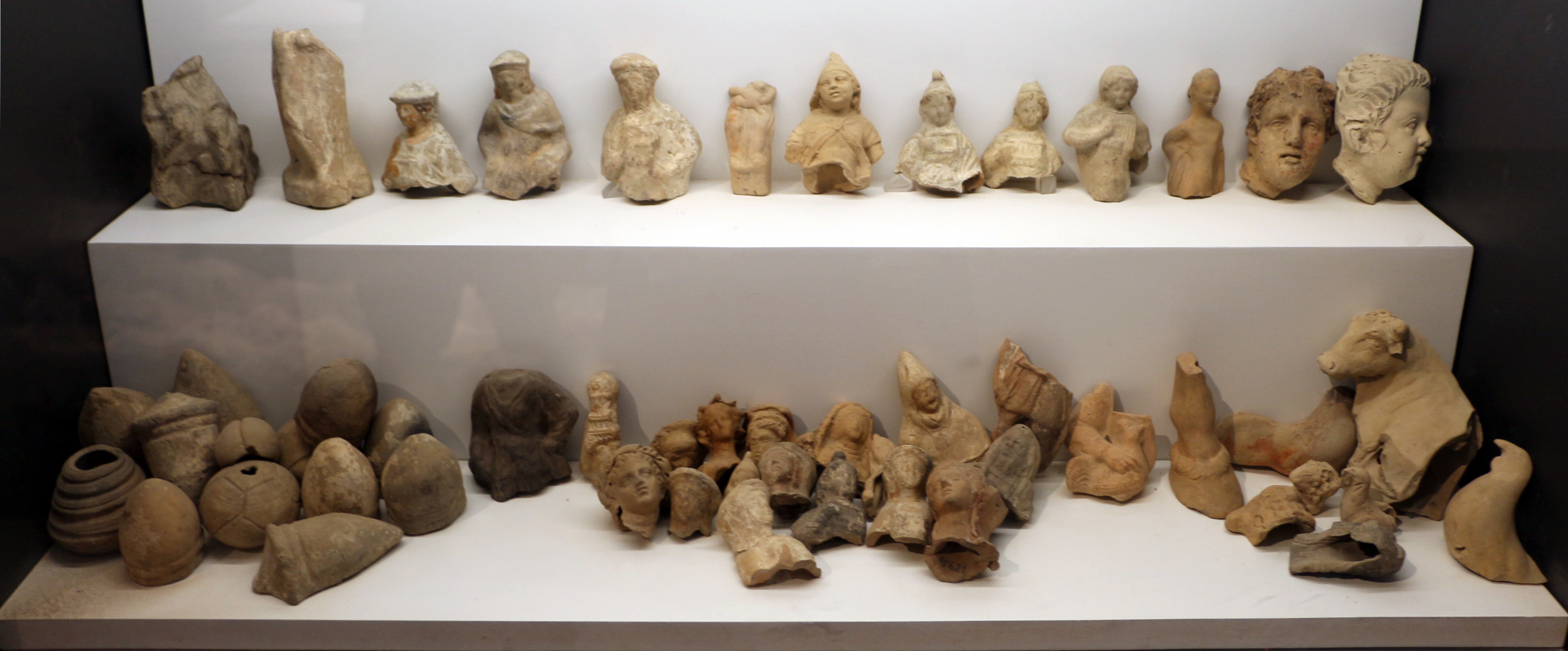
Depositi votivi 210-100 a.C. circa

Il difficilissimo periodo della seconda guerra punica aveva indotto i Romani a sentirsi perseguitati dagli dèi, per cui, tra i vari episodi per riconquistare la grazia divina, ci fu quello dell'introduzione in città del culto della Grande Madre, Cibele, deciso nel 204 a.C. dopo la consultazione del libri sibillini.
La divinità era venerata in Asia Minore, a Pessinunte, dove era simboleggiata da una pietra nera a forma di cono allungato, probabilmente un pezzo di meteorite. Venne inviata un'ambasceria al santuario e il simulacro venne inviato a Roma, tramite nave, dove fu temporaneamente alloggiato nel tempio della Vittoria sul Palatino.
Un nuovo tempio venne subito costruito sullo stesso colle: poiché la dea era originaria della Troade, mitica patria dei Romani, il culto poté essere instaurato direttamente nel pomerio cittadino. L'11 aprile del 191 a.C. il tempio venne dedicato a costruzione conclusa. In onore della dea si tennero per la prima volta i Ludi Megalensi, celebrati con spettacoli teatrali per i quali scrissero alcune delle loro migliori opere Plauto e Terenzio.
Il tempio bruciò due volte: nel 111 a.C., dopo un incendio, quando venne restaurato da un Metello (probabilmente il già console Gaio Cecilio Metello Caprario) e nel 3 d.C. quando venne fatto ricostruire da Ottaviano Augusto.

## Descrizione

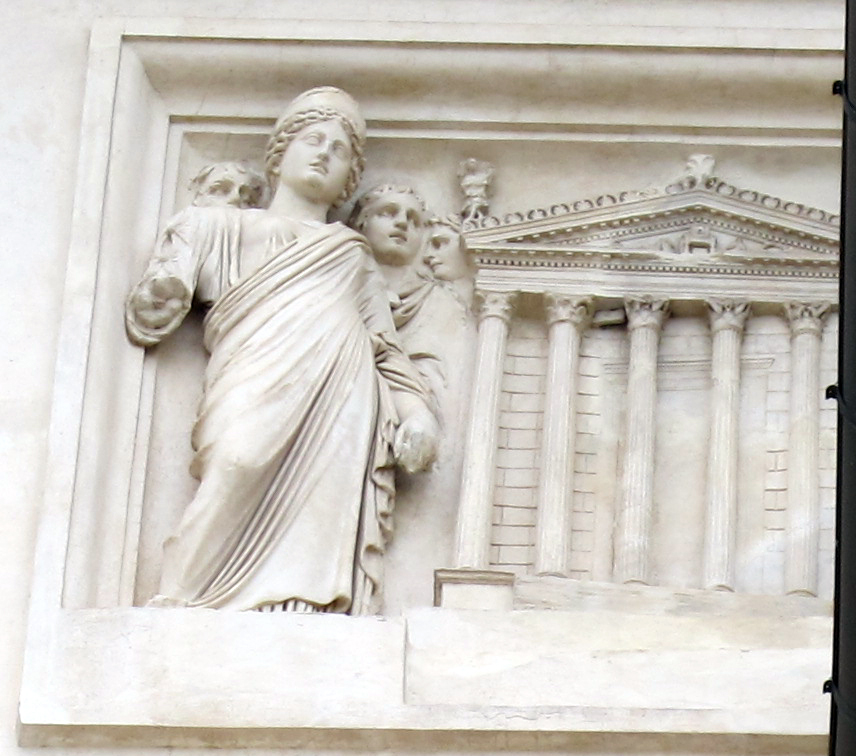
Il tempio è raffigurato corinzio e esastilo, con alta scalinata (rilievo dell'epoca di Claudio, oggi conservato a Villa Medici a Roma).

I resti del tempio sono stati identificati con sicurezza tra le capanne arcaiche e la Domus Tiberiana, nelle vicinanze della Casa di Augusto: qui è stata ritrovata anche la statua della dea e l'iscrizione sul lato destro della facciata: M(ater) D(eum) M(agna) I(daea).
Esiste una raffigurazione dell'edificio in un rilievo dell'età di Claudio, murato nella facciata posteriore di villa Medici, dove il tempio è raffigurato corinzio e esastilo, con alta scalinata; non aveva colonne sui lati (prostilo).
Il basamento superstite del tempio è molto probabilmente relativo alla prima costruzione, in opera incerta molto rozza, con restauri in opera quasi reticolata relativi al riparo dei danni del 111 a.C. Risalgono a questa fase anche alcune colonne in peperino oggi giacenti vicino al podio, mentre i capitelli corinzi e i frammenti di frontone risalgono all'età augustea.

## Templi vicini
Accanto al tempio si trova un sacello di età augustea, interpretato come un Auguraculum o, più probabilmente, il tempio di Giunone Sospita. Un terzo edificio religioso, subito a nord delle Scalae Caci era forse il tempio di Vesta costruito da Ottaviano Augusto nei paraggi della sua casa.
Infine ai piedi della terrazza sul lato ovest dovrebbe essere stato, secondo le fonti, il Lupercale.